# Sarapoul
Sarapoulkar
Sarapoul (en russe : Сарапул) ou Sarapoulkar (en oudmourte : Сарапулкар) est une ville de la république d'Oudmourtie, en Russie. Sarapoul est la deuxième ville d'Oudmourtie par sa population : 98 569 habitants en 2016.

## Géographie
Sarapoul se trouve sur la rivière Kama, à 1 250 km à l'est de Moscou et à 54 km au sud-est d'Ijevsk, la capitale d'Oudmourtie.

## Histoire
Les premières mentions de Sarapoul remontent à 1596. À cette époque l'église de l'Assomption (Voznessenskaïa Tserkov en russe), en bois, s'élevait dans le village, qui prit d'abord le nom de Voznessenskoïe. La population locale vivait essentiellement de la culture de céréales et de la pêche. En 1780 Sarapoul reçoit le statut de ville. Elle se développe ensuite suivant un plan général, qui a laissé son empreinte jusqu'à nos jours, avec plusieurs bâtiments historiques. Au XIXe siècle, l'industrie du cuir et la fabrication de chaussures sont les principales activités de Sarapoul. En 1939 la ville est incorporée à la république socialiste soviétique autonome d'Oudmourtie, qui est devenue la république d'Oudmourtie de la fédération de Russie depuis 1991

## Population
Recensements (*) ou estimations de la population
| 1897*  | 1926*  | 1939*  | 1959*  | 1970*  | 1979*   | 1989*   |
| ------ | ------ | ------ | ------ | ------ | ------- | ------- |
| 21 398 | 24 959 | 42 248 | 68 741 | 97 020 | 106 649 | 110 381 |

| 2002*   | 2010*   | 2012    | 2013    | 2014   | 2015   | 2016   |
| ------- | ------- | ------- | ------- | ------ | ------ | ------ |
| 103 141 | 101 381 | 100 583 | 100 153 | 99 869 | 99 213 | 98 569 |

## Économie
L'économie de Sarapoul est dominée par trois entreprises industrielles :
- OAO Elekond (en russe : ОАО "Элеконд"), mise en service en 1968, principal fabricant de condensateurs de Russie[3].
- OAO SEGZ (ОАО "Сарапульский электрогенераторный завод", OAO Sarapoulski elektrogueneratorny zavod), mise en service en 1942, fabrique des générateurs électriques ainsi que des moteurs électriques et divers appareils ; emploie 4 260 salariés en 2011[4]
- OAO SRZ ou Sarapoulski Radiozavod (Сарапульский радиозавод, ОАО) : à l'origine, l'Usine électromécanique de Moscou est évacuée à Sarapoul en 1942 avec un millier de travailleurs et produit pendant la guerre des équipements radio pour avions et véhicules blindés. Outre ses productions militaires, l'usine a ensuite élargi sa gamme de production aux récepteurs radio et à partir des années 1990 aux téléphones sans fil, équipements pour les banques et matériel médical[5].

## Personnalités liées
- Nikolaï Ontchoukov, folkloriste, collecteur de contes (1872-1942), né à Sarapoul, fondateur du musée municipal.
- Nina Oulianenko, Héroïne de l'Union soviétique (1923-2005), née à Sarapoul.